# Georg Hirth

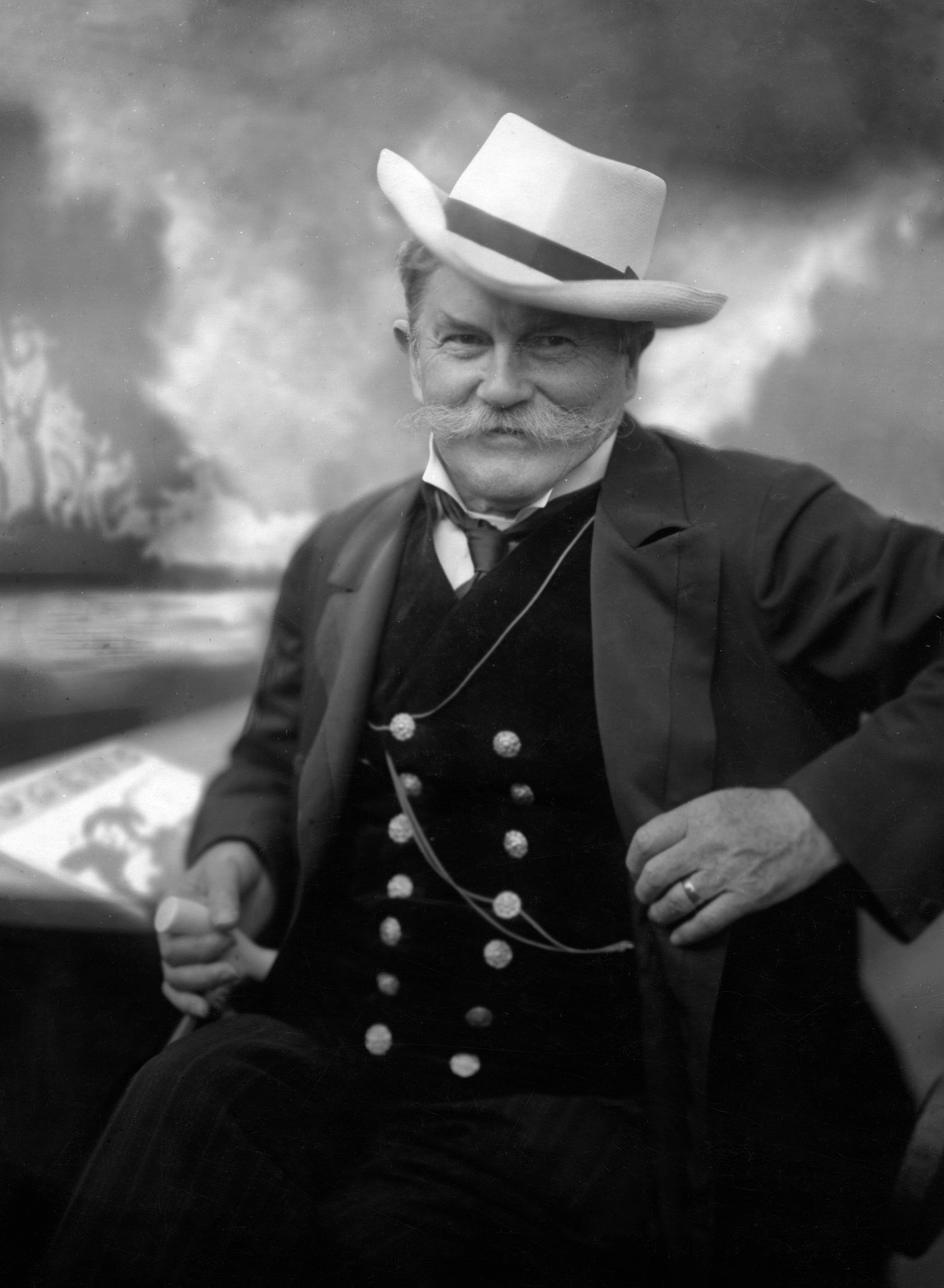
Georg Hirth, um 1900 auf einer Fotografie von Nicola Perscheid.

Georg Hirth (* 13. Juli 1841 in Gräfentonna, Herzogtum Sachsen-Coburg und Gotha; † 28. März 1916 in Tegernsee) war ein deutscher Statistiker, volkswirtschaftlicher Schriftsteller, Journalist und Verleger.

## Leben
Georg Hirth, ein Bruder des Malers Rudolf Hirth du Frênes und des Sinologen Friedrich Hirth, war zunächst von 1857 bis 1862 Lehrling der Perthes’schen geographischen Anstalt in Gotha. Anschließend studierte er Volkswirtschaftslehre an der Universität Leipzig, wo er 1863–1866 gleichzeitig die Deutsche Turnzeitung redigierte. Ab 1867 war er Mitglied des von Ernst Engel (1821–1896) erst 1862 gegründeten Statistischen Seminars und zugleich Sekretär der Viktoria-National-Invalidenstiftung in Berlin. Hier betätigte er sich auch als Mitarbeiter der Zeitschrift Die Gartenlaube. 1867 begann er in Berlin mit der Herausgabe des Parlamentsalmanachs (15. Ausgabe 1884) und 1868 der Annalen des Norddeutschen Bundes, seit 1871 Annalen des Deutschen Reichs genannt, die er ab 1882 gemeinsam mit Max Seydel herausgab, dem Vorstand des Königlich Bayerischen Statistischen Bureaus (heute Bayerisches Landesamt für Statistik und Datenverarbeitung). Von 1869 bis 1870 war er Mitglied der Kommission zur weiteren Ausbildung der Statistik des Deutschen Zollvereins.
Er heiratete im Jahr 1870 Elise Knorr, die Tochter des Münchner Verlegers Julius Knorr. Von 1870 bis 1871 war er politischer und Handelsredakteur der Augsburger Allgemeinen Zeitung. Im Deutsch-Französischen Kriege diente er als Invalide im 6. Thüringischen Infanterie-Regiment Nr. 95. Seit Mitte der 1870er Jahre wandte er seine publizistische Tätigkeit der Förderung des Kunstgewerbes zu und leistete durch zahlreiche Publikationen dem Kunsthandwerk und der Erkenntnis der Kulturgeschichte wertvolle Dienste.
Im Jahr 1875 gründete er mit seinem Schwager Thomas Knorr (1851–1911) und mit einer Finanzierungshilfe von 40.000 Mark des Schwiegervaters bzw. Vaters Julius Knorr die Druckerei Knorr & Hirth oHG. Er war Mitinhaber der Münchner Neueste Nachrichten, deren Leitung er 1881 in der Nachfolge von August Vecchioni übernahm und die er zu einer führenden liberalen Zeitung machte; ferner war er Verlagsbuchhändler in München.
1894 wurde die Buch- und Kunstdruckerei Knorr & Hirth oHG mit dem Zeitungsverlag fusioniert und in eine Gesellschaft mit beschränkter Haftung umgewandelt.
Im Jahr 1896 gründete er gemeinsam mit Fritz von Ostini die Zeitschrift Jugend mit dem Untertitel Münchner illustrierte Wochenschrift für Kunst und Leben als Sprachrohr für die damalige Münchner Kunst- und Literaturszene. Die Zeitschrift bestand bis 1940 und wurde Namensgeberin für den Jugendstil.

## Schriften
- Statistisches Jahrbuch der Turnvereine. Leipzig 1863 und 1865.
- Das gesamte Turnwesen. Leipzig 1865.
- Freisinnige Ansichten der Volkswirtschaft. 3. Auflage, Leipzig 1876.
- zahlreiche Abhandlungen und statistische Untersuchungen in seinen Annalen
- als Herausgeber: Tagebuch des deutsch-französischen Kriegs. Leipzig 1870–1874.
- Der Formenschatz der Renaissance. 1877 ff. (ab 1879 unter dem Titel Der Formenschatz)
- Das deutsche Zimmer der Gothik und Renaissance, des Barock-, Rococo- und Zopfstils. Anregungen zu häuslicher Kunstpflege. Hirth, München 1886. (Digitalisat)
- Kulturgeschichtliches Bilderbuch aus drei Jahrhunderten. 1883 ff.
  - Kulturgeschichtliches Bilderbuch aus vier Jahrhunderten. München 1925.
- Wege zur Freiheit. München 1903.
- Herausgeber einer Reihe von Faksimile-Reproduktionen altdeutscher Holzschnittwerke und Zeichnungen von Albrecht Dürer, Hans Holbein, Lucas Cranach, Jost Amman, Virgil Solis u. a. in der Liebhaber-Bibliothek alter Illustratoren, 1880 ff.